# Corvira
Corvira és un subgènere de ratpenats del gènere Sturnira de la família dels fil·lostòmids, que està format per dues espècies distribuïdes pel nord-oest de Sud-amèrica.

## Taxonomia
- Ratpenat d'espatlles grogues peruà (Sturnira bidens)
- Ratpenat d'espatlles grogues nan (Sturnira nana)